# John McRay
John Robert McRay (Holdenville, 17 dicembre 1931 – Nashville, 24 agosto 2018) è stato un archeologo statunitense, professore emerito di Nuovo Testamento al Wheaton College (Illinois). Ha supervisionato squadre di scavo in Terra santa: Cesarea, Zippori e Herodium. Era anche un esperto di lingue, culture, geografia e storia di Israele-Palestina.

## Opere
- Alfred J. Hoerth e John McRay, The Bible Archaeology: An Exploration of the History and Culture of Early Civilizations, Lion Hudson Plc, 2019, ISBN 978-0-85721-697-7.
- John McRay, Archaeology and the New Testament, Baker Academic, 2008, ISBN 978-0-8010-3608-8.
- John McRay, Paul: His Life and Teaching, Baker Academic, 2003, ISBN 978-0-8010-2403-0.